# Mariakapel (Neeritter)
De Mariakapel is een kapel in Neeritter in de Nederlandse gemeente Leudal. De kapel staat aan de Driessensstraat bij nummer 51 aan de splitsing met de Saffierstraat in het noordoosten van het dorp.
Ongeveer 300 meter naar het zuidwesten staat de Sint-Jozefkapel.
De kapel is gewijd aan de heilige Maria, specifiek aan Onze-Lieve-Vrouw van Lourdes.

## Geschiedenis
In 1843 werd op een kaart ter plaats reeds een kapel aangegeven.
In 1883 werd er op dezelfde plaats een nieuwe kapel gebouwd.

## Gebouw
De wit geschilderde bakstenen kapel op zwart basement is opgetrokken op een rechthoekig plattegrond en wordt gedekt door een verzonken zadeldak van zwart geschilderde betonnen platen. De zijgevels hebben hoekpilasters en hebben geen vensters. De frontgevel en achtergevel zijn een puntgevel met schouderstukken en zwart geschilderde daklijst. Bovenop de frontgevel is een smeedijzeren kruis geplaatst. In de frontgevel bevindt zich de segmentboogvormige toegang die wordt afgesloten met groen geschilderde houten deuren. Boven de ingang is in de frontgevel het jaartal 1883 aangebracht in smeedijzeren cijfers.
Van binnen is de kapel wit gepleisterd en tegen de achterwand is het wit gepleisterde altaar geplaatst. Op het altaar staat een beeld van Onze-Lieve-Vrouw van Lourdes dat een biddende Maria toont met haar handen in samengevouwen positie. Op de sokkel staat de tekst AVE MARIA.